# Variadická šablona
Variadické šablony jsou v programování šablony s proměnným počtem argumentů. Lze je používat v jazyce C++ (od verze C++11) a v jazyce D.

## C++
Variadické šablony pro C++ navrhl Douglas Gregor a Jaakko Järvi. Do normy jazyka byly přijaty ve verzi C++11.
Před verzí C++11 mohly mít šablony (tříd a funkcí) pouze pevný počet argumentů, které musely být uvedeny při první deklaraci šablony. Od C++11 lze používat šablony s proměnným počtem argumentů libovolného typu:
```
template
<
typename
...
 
Values
>
 
class
 
tuple
;
    
// tato šablona může mít libovolný (i nulový) počet parametrů

```

Výše uvedená šablona třídy tuple může mít za parametry libovolný počet typů. Šablonu lze instanciovat například se třemi argumenty udávající typ:
```
tuple
<
int
,
 
std
::
vector
<
int
>
,
 
std
::
map
<
std
::
string
,
 
std
::
vector
<
int
>>>
 
jmeno_instance
;

```

Počet argumentů může být i nulový, takže tuple<> prazdna_n_tice; je také správně.
Variadickou šablonu s nenulovým počtem parametrů lze definovat takto:
```
template
<
typename
 
First
,
 
typename
...
 
Rest
>
 
class
 
tuple
;
 
// tato šablona vyžaduje aspoň jeden argument

```

Variadické šablony lze také použít pro funkce. To poskytuje nejen typově bezpečný doplněk k variadickým funkcím (jako je např. printf), ale také umožňuje vytvářet funkce, které mohou zpracovávat netriviální objekty, s proměnným počtem parametrů, které se volají podobně jako funkce printf.
```
template
<
typename
...
 
Params
>
 
void
 
my_printf
(
const
 
std
::
string
 
&
str_format
,
 
Params
...
 
parameters
);

```

Operátor tři tečky (...) má dvě role. Pokud se objeví před jménem parametru, deklaruje balíček proměnného počtu parametrů. Pomocí něj může programátor variadickému parametru šablony přiřadit libovolný počet argumentů (i žádný). Balíčky parametrů se mohou používat i pro netypové parametry. Pokud se tři tečky objeví vpravo od argumentu šablony nebo volání funkce, balíček parametrů se rozbalí na jednotlivé argumenty jako args... v těle funkce printf níže. Použití tří teček způsobí zopakování celého výrazu, který tečkám předchází, pro jednotlivé argumenty rozbalené z balíčku, s oddělením výsledných výrazů čárkami.
Použití variadických šablon je často rekurzivní, protože jednotlivé variadické parametry nejsou k implementaci funkce nebo třídy přímo dostupné. Typický mechanismus pro definici funkce podobné printf v C++11 je proto následující:
```
// základní případ

void
 
my_printf
(
const
 
char
 
*
s
)

{

    
while
 
(
*
s
)

    
{

        
if
 
(
*
s
 
==
 
'%'
)

        
{

            
if
 
(
*
(
s
 
+
 
1
)
 
==
 
'%'
)

                
++
s
;

            
else

                
throw
 
std
::
runtime_error
(
"formátovací řetězec neobsahuje žádné argumenty"
);

        
}

        
std
::
cout
 
<<
 
*
s
++
;

    
}

}

// rekurze

template
<
typenameT
,
 
typename
...
 
Args
>

void
 
my_printf
(
const
 
char
 
*
s
,
 
T
 
value
,
 
Args
...
 
args
)

{

    
while
 
(
*
s
)

    
{

        
if
 
(
*
s
 
==
 
'%'
)

        
{

            
if
 
(
*
(
s
 
+
 
1
)
 
!=
 
'%'
)

            
{

                
// zjednodušená analýza formátu: zpracovává pouze dvouznakové formátovací řetězce (%d, %f, atd.); nefunguje na %5.4f

                
s
 
+=
 
2
;

                
// vypsat hodnotu

                
std
::
cout
 
<<
 
value
;

                
// volá se i pro nulové *s, ale v tomto případě nedělá nic (a ignoruje další argumenty)

                
my_printf
(
s
,
 
args
...);

                
return
;

            
}

            
++
s
;

        
}

        
std
::
cout
 
<<
 
*
s
++
;

    
}

}

```

Jde o rekurzivní šablonu. Je zřejmé, že verze my_printf s variadickou šablonou volá sama sebe, pokud je však args... prázdné, volá základní případ.
Neexistuje žádný jednoduchý mechanismus jak iterovat přes hodnoty variadické šablony. Existuje však několik metod, jak balíček argumentů převést na jediný argument, který lze vyhodnotit pro každý parametr odděleně. Obvykle bude potřeba využít přetěžování funkcí. Pokud funkce může jednoduše zpracovávat argumenty jeden po druhém, lze však také použít hloupou expanzní značku:
```
template
<
typename
...
Args
>
 
inline
 
void
 
pass
(
Args
&&
...)
 
{}

```

kterou lze použít takto:
```
template
<
typename
...
 
Args
>
 
inline
 
void
 
expand
(
Args
&&
...
 
args
)

{

    
pass
(
some_function
(
args
)...);

}

expand
(
42
,
 
"answer"
,
 
true
);

```

což se bude expandovat na něco jako:
```
    
pass
(
some_function
(
arg1
),
 
some_function
(
arg2
),
 
some_function
(
arg3
)
 
/* atd. */
 
);

```

Použití funkce „pass“ je nezbytné, protože při expanzi balíčku argumentů se argumenty volání funkce oddělují čárkami, což není ekvivalentní s operátorem čárky. Proto nelze použít jenom some_function(args)...;. Výše uvedené řešení bude navíc fungovat pouze tehdy, když návratový typ funkce some_function není void. Další problém je, že pořadí volání some_function není nijak určené, protože pořadí vyhodnocování argumentů funkce není stanovené. Vynutit pořadí vyhodnocování lze pomocí seznamu inicializátorů zapsanému ve složených závorkách, který zaručí vyhodnocování zleva doprava. Seznam inicializátorů vyžaduje, aby návratový typ nebyl void; to lze obejít tak, že každý prvek expanze bude vracet např. hodnotu 1 díky použití operátoru čárky:
```
struct
 
pass

{

    
template
<
typename
...
T
>
 
pass
(
T
...)
 
{}

};

pass
{(
some_function
(
args
),
 
1
)...};

```

Místo provádění funkce lze použít lambda výraz, který se provádí na místě, což umožňuje provedení libovolné posloupnosti příkazů na místě.
```
    pass{([&](){ std::cout << args << std::endl; }(), 1)...};
```

V tomto konkrétním příkladě není třeba použít lambda funkci, ale stačí:
```
    pass{(std::cout << args << std::endl, 1)...};
```

Další možností je použít přetěžování s „ukončovacími variantami funkcí“. Tento přístup je sice univerzálnější, ale je pracnější a vyžaduje o něco více kódu. Jedna z funkcí bude mít jeden argument určitého typu následovaný balíčkem argumentů; druhá z funkcí nebude mít žádné argumenty. (Pokud by obě funkce měly stejný seznam počátečních parametrů, volání by nebylo jednoznačné – samotný variadický balíček proměnného počtu parametrů volání nezjednoznačňuje.) Například:
```
void
 
func
()
 
{}
 
// ukončovací varianta

template
<
typenameArg1
,
 
typename
...
 
Args
>

void
 
func
(
const
 
Arg1
&
 
arg1
,
 
const
 
Args
&&
...
 
args
)

{

    
process
(
 
arg1
 
);

    
func
(
args
...);
 
// zde není arg1!

}

```

Pokud args... obsahuje alespoň jeden argument, použije se druhá varianta; pokud bude balíček parametrů prázdný, jednoduše se použije ukončovací varianta, která nedělá nic.
Variadické šablony se mohou používat také při zadávání výjimek, v seznamu bázových tříd nebo v inicializačním seznamu konstruktoru. Třída může například specifikovat toto:
```
template
 
<
typename
...
 
BaseClasses
>

class
 
ClassName
 
:
 
public
 
BaseClasses
...

{

public
:

    
ClassName
 
(
BaseClasses
&&
...
 
base_classes
)

        
:
 
BaseClasses
(
base_classes
)...

    
{}

};

```

Operátor unpack zreplikuje typy pro bázové třídy ClassName tak, že tato třída bude odvozena z každého z předávaných typů. Aby mohl konstruktor inicializovat bázové třídy ClassName, musí dostat odkazy na všechny bázové třídy.
Variadické parametry je možné předávat také v šablonách funkcí. V kombinaci s univerzálními referencemi (viz výše) to umožňuje dokonalé předávání:
```
template
<
typename
 
TypeToConstruct
>

struct
 
SharedPtrAllocator

{

    
template
<
typename
...
Args
>

    
std
::
shared_ptr
<
TypeToConstruct
>
 
construct_with_shared_ptr
(
Args
&&
...
 
params
)

    
{

        
return
 
std
::
shared_ptr
<
typetoconstruct
>
(
new
 
TypeToConstruct
(
std
::
forward
<
args
>
(
params
)...));

    
}

};

```

Funkce construct_with_shared_ptr rozbalí seznam argumentů do konstruktoru TypeToConstruct. Použití std::forward<args>(params) zajistí, že argumenty budou dokonale předány konstruktoru včetně svých typů a informace, zda se jedná o rvalue. Operátor unpack přenese předávání do každého parametru. Tato konkrétní tovární funkce automaticky zabalí přidělenou paměť do std::shared_ptr pro zajištění rozumné úrovně zabezpečení proti únikům paměti.
Počet argumentů v balíčku parametrů šablony lze zjistit takto:
```
template
<
typename
 
...
Args
>

struct
 
SomeStruct

{

    
static
 
const
 
int
 
size
 
=
 
sizeof
...(
Args
);

};

```

Výraz SomeStruct<type1, Type2>::size dává 2, zatímco SomeStruct<>::size dává 0.

## Jazyk D

### Definice
Definice variadických šablon v jazyce D je podobná jako v C++:
```
template
 
VariadicTemplate
(
Args
...)
 
{
 
/* tělo */
 
}

```

Před variadickým seznamem argumentů mohou být libovolné argumenty:
```
template
 
VariadicTemplate
(
T
,
 
string
 
value
,
 
alias
 
symbol
,
 
Args
...)
 
{
 
/* tělo */
 
}

```

### Základní použití
Používání variadických argumentů se velmi podobá používání konstantních polí. Lze přes ně iterovat, přistupovat k nim pomocí indexu, používat vlastnost length, a lze z nich vyřezávat části. Operace jsou interpretovány v době překladu, což znamená, že operandy nemohou být běhové hodnoty (např. parametry funkce).
Jako variadické argumenty lze předávat cokoli, co je známo v době překladu. Díky tomu se variadické argumenty podobají alias argumentům šablony, jsou však mocnější, protože v nich lze použít také základní typy (char, short, int...).
Následující příklad vypíše textovou reprezentaci variadických parametrů. StringOf a StringOf2 dávají stejné výsledky.
```
static
 
int
 
s_int
;

struct
 
Dummy
 
{}

void
 
main
()

{

  
pragma
(
msg
,
 
StringOf
!(
"Hello world"
,
 
uint
,
 
Dummy
,
 
42
,
 
s_int
));

  
pragma
(
msg
,
 
StringOf2
!(
"Hello world"
,
 
uint
,
 
Dummy
,
 
42
,
 
s_int
));

}

template
 
StringOf
(
Args
...)

{

  
enum
 
StringOf
 
=
 
Args
[
0
].
stringof
 
~
 
StringOf
!(
Args
[
1.
.$]);

}

template
 
StringOf
()

{

  
enum
 
StringOf
 
=
 
""
;

}

template
 
StringOf2
(
Args
...)

{

  
static
 
if
 
(
Args
.
length
 
==
 
0
)

    
enum
 
StringOf2
 
=
 
""
;

  
else

    
enum
 
StringOf2
 
=
 
Args
[
0
].
stringof
 
~
 
StringOf2
!(
Args
[
1.
.$]);

}

```

Výstupy:
```
"Hello world"uintDummy42s_int
"Hello world"uintDummy42s_int

```

### AliasSeq
Variadické šablony se často používají pro vytvoření posloupnosti aliasů označovaných jako AliasSeq.
Definice AliasSeq je skutečně zcela přímočará:
```
alias
 
AliasSeq
(
Args
...)
 
=
 
Args
;

```

Toto struktura umožňuje manipulovat se seznamem variadických argumentů, které se budou automaticky expandovat. Argumenty musí buď být symboly nebo hodnoty známé v době překladu, tj. hodnoty, typy, funkce nebo dokonce nespecializované šablony. Díky tomu lze použít libovolnou očekávanou operaci:
```
import
 
std
.
meta
;

void
 
main
()

{

  
// Poznámka: AliasSeq nelze modifikovat a alias nemůže být přepojen, takže budeme muset definovat nová jména pro naše úpravy.

  
alias
 
numbers
 
=
 
AliasSeq
!(
1
,
 
2
,
 
3
,
 
4
,
 
5
,
 
6
);

  
// Slicing

  
alias
 
lastHalf
 
=
 
numbers
[$
 
/
 
2
 
..
 
$];

  
static
 
assert
(
lastHalf
 
==
 
AliasSeq
!(
4
,
 
5
,
 
6
));

  
// AliasSeq automatická expanze

  
alias
 
digits
 
=
 
AliasSeq
!(
0
,
 
numbers
,
 
7
,
 
8
,
 
9
);

  
static
 
assert
(
digits
 
==
 
AliasSeq
!(
0
,
 
1
,
 
2
,
 
3
,
 
4
,
 
5
,
 
6
,
 
7
,
 
8
,
 
9
));

  
// std.meta poskytuje šablony pro práci s AliasSeq, jako anySatisfy, allSatisfy, staticMap a Filter.

  
alias
 
evenNumbers
 
=
 
Filter
!(
isEven
,
 
digits
);

  
static
 
assert
(
evenNumbers
 
==
 
AliasSeq
!(
0
,
 
2
,
 
4
,
 
6
,
 
8
));

}

template
 
isEven
(
int
 
number
)

{

  
enum
 
isEven
 
=
 
(
0
 
==
 
(
number
 
%
 
2
));

}

```